# Jurij Dalmatin
Jurij Dalmatin (Krško, 1547 – 31 août 1589) est un écrivain et théologien protestant carniolien. En 1584, il publia la première traduction de la Bible en slovène.